# Élections sénatoriales françaises de 2008
Des élections sénatoriales en France ont lieu le 21 septembre 2008 afin de renouveler 114 sièges de sénateurs. 
Compte tenu du calendrier électoral originellement chargé de l'année 2007 (cinq élections auraient dû s'y tenir en six mois, dont des élections cantonales et municipales en mars pendant la campagne de l'élection présidentielle et des élections sénatoriales en septembre), deux lois du 15 décembre 2005 ont procédé au report en 2008 des élections cantonales, municipales et sénatoriales.
Les 38 départements concernés étaient ceux de la série A, à savoir l'Ain, l'Aisne, l'Allier, les Alpes-de-Haute-Provence, les Hautes-Alpes, les Alpes-Maritimes, l'Ardèche, les Ardennes, l'Ariège, l'Aube, l'Aude, l'Aveyron, le Territoire de Belfort, les Bouches-du-Rhône, le Calvados, le Cantal, la Charente, la Charente-Maritime, le Cher, la Corrèze, la Corse-du-Sud, la Haute-Corse, la Côte-d'Or, les Côtes-d'Armor, la Creuse, la Dordogne, le Doubs, la Drôme, l'Eure, l'Eure-et-Loir, le Finistère, le Gard, la Haute-Garonne, le Gers, la Gironde, l'Hérault, l'Ille-et-Vilaine, l'Indre, la Guyane, la Polynésie française et les îles Wallis-et-Futuna. Quatre sénateurs représentant les Français établis hors de France devaient également être investis. 
Au total, 102 sièges de la précédente assemblée (dont un siège vacant dans l'Aisne) étaient soumis à renouvellement, dont :
- 95 dans les départements métropolitains
- 1 en Guyane
- 1 en Polynésie française
- 1 à Wallis-et-Futuna
- 4 pour les Français établis hors de France

Par ailleurs :
- 2 nouveaux sièges créés en 2008 ont été pourvus pour la première fois à Saint-Barthélemy et à Saint-Martin
- 10 nouveaux sièges ont aussi été créés pour tenir compte des évolutions démographiques, 8 en métropole (1 pour chacun des départements suivants: Ain, Alpes-Maritimes, Bouches-du-Rhône, Drôme, Eure-et-Loir, Haute-Garonne, Gironde, Hérault), 2 en outre-mer (Guyane et Polynésie française)

## Mode d'élection

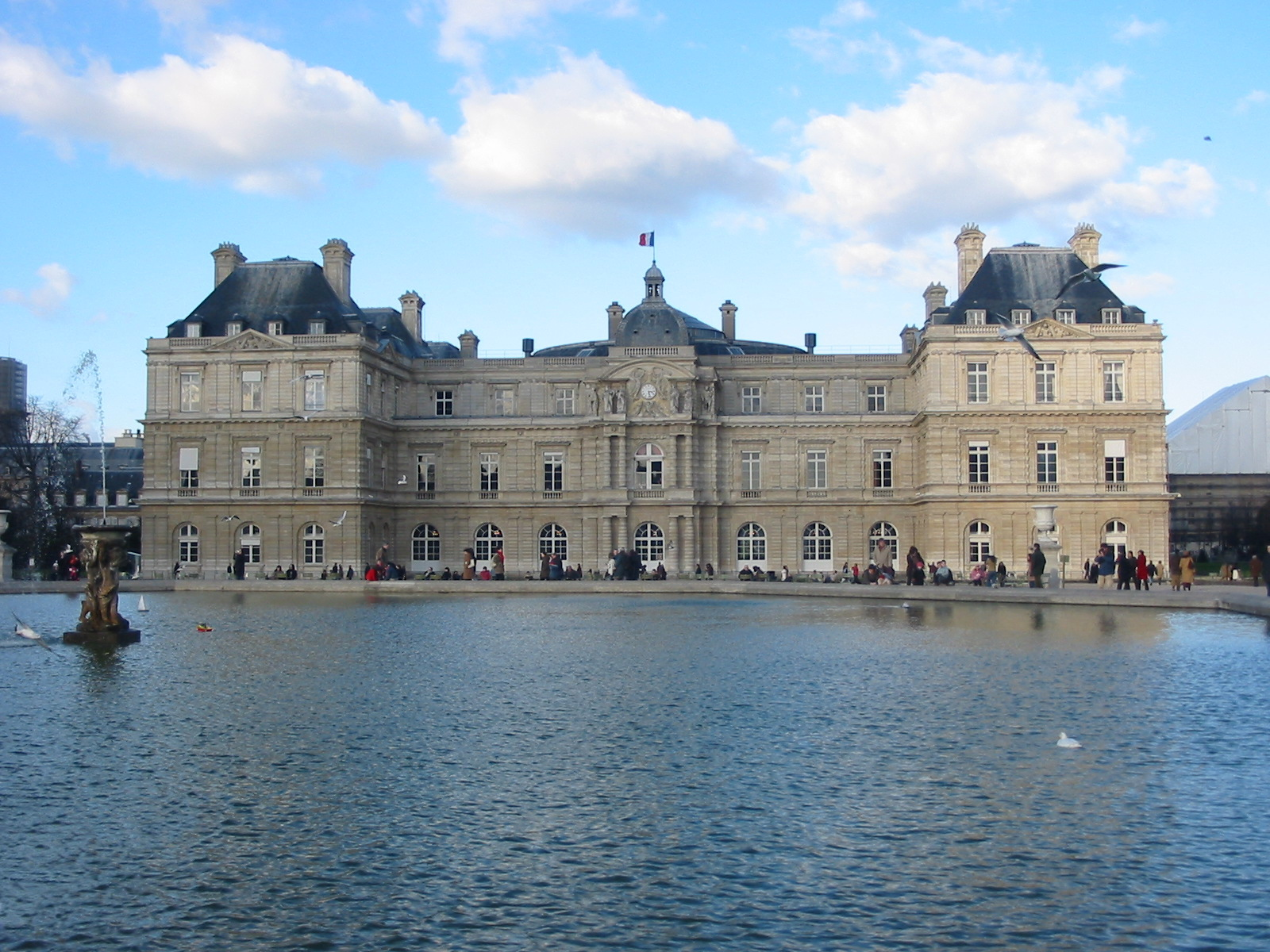
Le palais du Luxembourg.

Les nouveaux représentants sont élus pour une législature de 6 ans au suffrage universel indirect par les grands électeurs français.
Conformément à la loi no 2003-697 du 30 juillet 2003, les sénateurs des Alpes-Maritimes, des Bouches-du-Rhône, du Finistère, de la Gironde, de la Haute-Garonne, de l'Ille-et-Vilaine et ceux représentants les Français établis hors de France sont élus au scrutin proportionnel plurinominal, tandis que tous les autres le sont au scrutin majoritaire à deux tous.

## Avant le scrutin

### Composition du Sénat

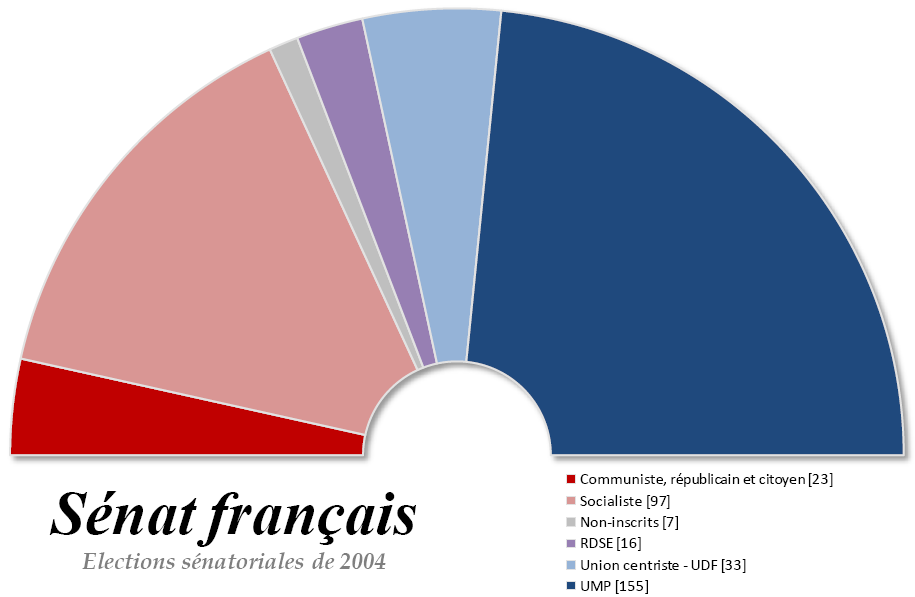
Composition de l'hémicycle à l'issue du renouvellement de 2004.

La composition du Sénat avant le renouvellement était la suivante :
- Groupe UMP : 159 membres (dont 5 apparentés et 7 rattachés)
- Groupe SOC : 95 membres (dont 3 apparentés et 5 rattachés)
- Groupe UC-UDF : 30 membres
- Groupe CRC : 23 membres (dont 21 PCF et 2 MRC rattachés)
- Groupe du RDSE : 17 membres (dont 1  GM rattaché)
- RASNAG : 6 sénateurs (dont 2 MPF).

Soit 330 sénateurs au total (un siège vacant à la suite du décès de Jacques Pelletier).

### Sénateurs sortants
Liste des 101 sénateurs sortants de la série A :

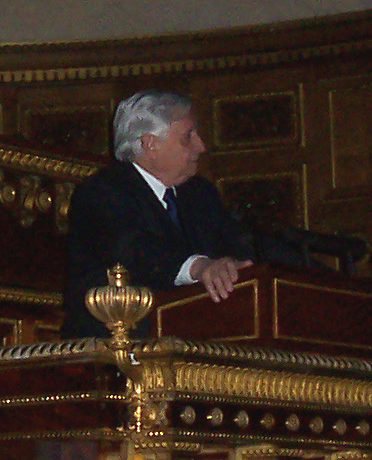
À l'UMP, Jacques Valade, sénateur depuis 1980, ne se représente pas.

- Sortants UMP : 56 membres (dont 2 apparentés et  5 rattachés)
  - Pierre André : réélu au 1er tour
  - José Balarello : ne se représente pas
  - Bernard Barraux (rattaché) : ne se représente pas
  - Claude Belot : réélu au 1er tour
  - Pierre Bernard-Reymond : réélu au 2d tour
  - Roger Besse : ne se représente pas
  - Joël Billard : réélu au 1er tour
  - Joël Bourdin : réélu au 1er tour
  - Jean-Guy Branger : ne se représente pas
  - Paulette Brisepierre : ne se représente pas
  - Louis de Froissard de Broissia : battu
  - Gérard César : réélu au scrutin proportionnel
  - Gérard Cornu : réélu au 1er tour
  - Raymond Couderc : réélu au scrutin proportionnel
  - Robert del Picchia : réélu au scrutin proportionnel
  - Gérard Dériot (rattaché) : réélu au 2d tour
  - Michel Doublet : réélu au 1er tour
  - Ambroise Dupont : réélu au 2d tour
  - Jean-Paul Émin : ne se représente pas
  - Michel Esneu : ne se représente pas
  - André Ferrand : réélu au scrutin proportionnel
  - Gaston Flosse : réélu au 2d tour
  - Yves Fréville (rattaché) : ne se représente pas
  - Yann Gaillard : réélu au 2d tour
  - René Garrec : réélu au 2d tour
  - Jean-Claude Gaudin : réélu au scrutin proportionnel
  - Alain Gérard : ne se représente pas
  - François Gerbaud : ne se représente pas
  - Charles Ginésy : ne se représente pas
  - Francis Giraud : ne se représente pas
  - Paul Girod : ne se représente pas
  - Louis Grillot (apparenté) : ne se représente pas
  - Georges Gruillot : ne se représente pas
  - Jean-François Humbert : réélu au 2d tour
  - Benoît Huré : réélu au 2d tour
  - Pierre Jarlier : réélu au 1er tour
  - Marc Laménie : réélu au 2d tour
  - Robert Laufoaulu (rattaché) : réélu au 1er tour
  - Jean-Luc Miraux : ne se représente pas
  - Dominique Mortemousque : battu
  - Bernard Murat : ne se représente pas
  - Jean Pépin : ne se représente pas
  - Jacques Peyrat : ne se représente pas
  - François Pillet (rattaché) : réélu au 2d tour
  - Xavier Pintat : réélu au scrutin proportionnel
  - Louis Pinton : réélu au 2d tour
  - Rémy Pointereau : réélu au 1er tour
  - Ladislas Poniatowski : réélu au 1er tour
  - Jean Puech : battu
  - Henri Revol (apparenté) : ne se représente pas
  - Henri de Richemont : battu
  - Yves Rispat : ne se représente pas
  - Louis Souvet : ne se représente pas
  - Yannick Texier : ne se représente pas
  - Henri Torre : ne se représente pas
  - Jacques Valade : ne se représente pas

- Sortants SOC : 29 membres
  - Yves Ackermann : battu
  - Bertrand Auban : réélu au scrutin proportionnel
  - Jean-Pierre Bel (président du groupe) : réélu au 1er tour
  - Maryse Bergé-Lavigne : ne se représente pas
  - Jean Besson : réélu au 2d tour
  - Yolande Boyer : ne se représente pas
  - Bernard Cazeau : réélu au 1er tour
  - Roland Courteau : réélu au 1er tour
  - Claude Domeizel : réélu au 1er tour
  - Bernard Dussaut : ne se représente pas
  - Jean-Noël Guérini : réélu au scrutin proportionnel
  - Charles Josselin : ne se représente pas
  - Alain Journet : ne se représente pas
  - André Lejeune : réélu au 1er tour
  - Louis Le Pensec : ne se représente pas
  - Philippe Madrelle : réélu au scrutin proportionnel
  - François Marc : réélu au scrutin proportionnel
  - Michel Moreigne :  ne se représente pas
  - Jean-François Picheral : ne se représente pas
  - Bernard Piras : réélu au 2d tour
  - Jean-Pierre Plancade : réélu au scrutin proportionnel
  - Marcel Rainaud :  réélu au 1er tour
  - Gérard Roujas : ne se représente pas
  - André Rouvière : ne se représente pas
  - Claude Saunier : ne se représente pas
  - Jacques Siffre : ne se représente pas
  - Simon Sutour : réélu au 2d tour
  - Michel Teston : réélu au 1er tour
  - Robert Tropeano : réélu au scrutin proportionnel

- Sortants RDSE : 8 membres
  - Nicolas Alfonsi : réélu au 1er tour
  - Gérard Delfau : battu
  - Pierre Laffitte (président du groupe) : battu
  - Aymeri de Montesquiou : réélu au 1er tour
  - Georges Mouly : ne se représente pas
  - Georges Othily : battu
  - François Vendasi : réélu au 1er tour
  - Bernard Seillier : ne se représente pas

- Sortants Union centriste-UDF : 4 membres 
  - Philippe Arnaud : battu
  - Jean-Léonce Dupont : réélu au 2d tour
  - Philippe Nogrix : battu
  - André Vallet : ne se représente pas

- Sortant CRC : 3 membres (dont un rattaché)
  - Pierre Biarnès (rattaché) : ne se représente pas
  - Robert Bret : ne se représente pas
  - Gérard Le Cam : réélu au 1er tour

- Sortants RASNAG (non-inscrits) : 1 membre 
  - Philippe Adnot (délégué de la réunion administrative) : réélu au 1er tour

## Précisions importantes
À compter du renouvellement de septembre 2004, la durée du mandat est progressivement réduite à 6 ans, le renouvellement devant à terme se faire en deux séries (au lieu de trois) tous les 3 ans (nouvelles séries 1 et 2). Une partie des sénateurs élus en 2004 est élue pour 6 ans, l'autre partie pour 9 ans. Les sénateurs élus en 2008 seront tous élus pour 6 ans. La loi abaisse également l'âge d'éligibilité de 35 à 30 ans.
Dans le même temps, la répartition des sièges de sénateurs par département est modifiée pour refléter les évolutions de la population française. Ainsi, les effectifs du Sénat passeront à 343 membres en 2008. En 2011, ils passeront à 348 avec la répartition suivante :
- 326 seront élus dans les départements de métropole et d'outre-mer
- 2 en Polynésie française,
- 2 en Nouvelle-Calédonie,
- 2 à Mayotte,
- 1 à Saint-Barthélemy,
- 1 à Saint-Martin,
- 1 à Saint-Pierre-et-Miquelon,
- 1 à Wallis-et-Futuna,
- 12 représenteront les Français établis hors de France.

Les grands électeurs sont, d'une part (95 % du collège électoral) les représentants des communes : maires, maires adjoints, conseillers municipaux et délégués des conseils municipaux dans les communes importantes leur nombre étant fixé en fonction de la population de la commune ; d'autre part (5 % du collège électoral) les conseillers généraux, les conseillers régionaux et les députés.

## Enjeux
Selon une enquête de l'IFOP publiée deux semaines avant le scrutin, 74 % des Français ne se jugeaient pas concernés par ces élections (38 % pas du tout, 36 % peu), contre 24 % concernés (5 % très, 19 % assez).

### Enjeux généraux
À la suite d'élections municipales et cantonales favorables à la gauche, le Parti socialiste espérait une progression d'au moins une dizaine de sièges (Ain, Aisne, Côte-d'Or, Corrèze, Doubs, Ille-et-Vilaine...). De son côté, l'UMP espérait limiter ses pertes en profitant de divisions locales, de la proportionnelle ou de bons résultats locaux (Hérault, Territoire-de-Belfort, Gard, Haute-Garonne...), de sièges créés comme dans les Antilles (Saint-Barthelémy et Saint-Martin) et de l'introduction de la proportionnelle dans des départements de gauche où elle était absent.
L'UMP a par ailleurs soutenu des candidats issus du Nouveau Centre, comme Hervé Maurey qui briguait la succession de l'UMP Jean-Luc Miraux qui ne se représentait pas dans l'Eure, voire des sénateurs sortants du groupe RDSE. L'enjeu pour le Nouveau Centre était l'éventuelle possibilité de créer un groupe indépendant (15 sénateurs minimum), ou tout au moins renforcer sa présence au sein de groupe UC-UDF. Pour le MoDem, il s'agissait de préserver et renforcer ce groupe centriste.

### Personnalités candidates
Dans le territoire de Belfort, l'ancien ministre et président du MRC Jean-Pierre Chevènement a annoncé sa candidature à l'unique siège détenu par le sortant socialiste dissident Michel Dreyfus-Schmidt - décédé le 7 septembre - face au candidat officiel du PS Yves Ackermann et à l'UMP.
Dans l'Hérault, les velléités de retour de Georges Frêche, exclu du PS, ont mis le feu aux poudres. Proche de Frêche, le député européen Robert Navarro a décroché le soutien officiel du parti, mais a dû faire face aux listes concurrentes des sénateurs sortants Robert Tropéano (PS) et Gérard Delfau (PRG).
Le socialiste François Rebsamen a été candidat en Côte-d'Or, département historiquement monopolisé par des sénateurs issus de la droite, avec le renfort du président du conseil régional de Bourgogne, François Patriat.
L'ancien ministre Charles Millon, en conflit avec le RPR de par sa proximité avec les idées du Front National, est soutenu par l'UMP dans l'Ain, où il affrontera le socialiste Rachel Mazuir, qui a ravi à la droite, en mars 2008, la présidence du conseil général, ainsi que le divers droite Jean Chabry.
Soutenu par Nicolas Sarkozy, le porte-parole de l'UMP Dominique Paillé a été investi comme candidat des Français de l'Étranger, mais a dû, lui aussi, faire face à la dissidence de Christophe Frassa, président de l'Union des Français de Monaco.
En Polynésie française, Gaston Flosse a été écarté de l'investiture UMP au profit de Gaston Tong Sang. En Gironde, l'UMP sortant Gérard César, écarté de l'investiture de son parti, se présente en dissidence, de même que le socialiste Jean-Pierre Plancade écarté lui de l'investiture PS dans la Haute-Garonne.
Si certains sénateurs âgés ont décidé de passer la main comme les socialistes Charles Josselin et Louis Le Pensec, les UMP Charles Ginésy et José Balarello, ou encore la doyenne Paulette Brisepierre (91 ans), l'ancien maire de Rennes, Edmond Hervé a, quant à lui, été investi par le PS en Ille-et-Vilaine.
Parmi les rares candidats éligibles représentant la diversité, on peut noter Samia Ghali (PS), colisitière de Jean-Noël Guérini dans les Bouches-du-Rhône.

## Résultats

### Résultats par nuances
| Nuances                  | Nuances                           | Nuances                  | Scrutin proportionnel | Scrutin proportionnel | Scrutin proportionnel | Scrutin majoritaire | Scrutin majoritaire | Scrutin majoritaire | Scrutin majoritaire | Scrutin majoritaire | Scrutin majoritaire | Scrutin majoritaire | Total sièges |  |
| Nuances                  | Nuances                           | Nuances                  | Scrutin proportionnel | Scrutin proportionnel | Scrutin proportionnel | Premier tour        | Premier tour        | Premier tour        | Second tour         | Second tour         | Second tour         | Total               | Total sièges |  |
| Nuances                  | Nuances                           | Nuances                  | Voix                  | %                     | Sièges                | Voix                | %                   | Sièges              | Voix                | %                   | Sièges              | Total               | Total sièges |  |
| ------------------------ | --------------------------------- | ------------------------ | --------------------- | --------------------- | --------------------- | ------------------- | ------------------- | ------------------- | ------------------- | ------------------- | ------------------- | ------------------- | ------------ |  |
|                          | Parti socialiste                  | SOC                      | 6 896                 | 40,94                 | 20                    | 23 578              | 31,67               | 11                  | 15 336              | 36,93               | 17                  | 28                  | 48           |  |
|                          | Union pour un mouvement populaire | UMP                      |                       |                       |                       | 26 248              | 35,25               | 16                  | 15 901              | 38,29               | 12                  | 28                  | 28           |  |
|                          | Majorité présidentielle           | MAJ                      | 4 655                 | 27,64                 | 14                    | 2 193               | 2,95                | 1                   | 1 035               | 2,49                | 1                   | 2                   | 16           |  |
|                          | Divers gauche                     | DVG                      | 1 433                 | 8,51                  | 2                     | 2 664               | 3,58                | 0                   | 2 348               | 5,65                | 5                   | 5                   | 7            |  |
|                          | Divers droite                     | DVD                      | 1 237                 | 7,34                  | 3                     | 7 068               | 9,49                | 2                   | 3 350               | 8,07                | 2                   | 4                   | 7            |  |
|                          | Majorité - centriste              | MC                       | 876                   | 5,20                  | 1                     |                     |                     |                     |                     |                     |                     |                     | 1            |  |
|                          | Parti radical de gauche           | RDG                      |                       |                       |                       | 3 440               | 4,62                | 2                   | 1 554               | 3,74                | 2                   | 4                   | 4            |  |
|                          | Parti communiste français         | COM                      | 556                   | 3,30                  | 0                     | 5 389               | 7,24                | 1                   | 881                 | 2,12                | 1                   | 2                   | 2            |  |
|                          | Les Verts                         | VEC                      | 547                   | 3,25                  | 0                     | 1 738               | 2,33                | 0                   | 601                 | 1,45                | 0                   | 0                   | 0            |  |
|                          | Mouvement démocrate               | CMD                      | 487                   | 2,89                  | 0                     | 1 239               | 1,66                | 0                   | 476                 | 1,15                | 0                   | 0                   | 0            |  |
|                          | Régionaliste                      | REG                      |                       |                       |                       | 497                 | 0,67                | 1                   |                     |                     |                     | 1                   | 1            |  |
|                          | Front national                    | FN                       | 98                    | 0,58                  | 0                     | 316                 | 0,42                | 0                   | 43                  | 0,10                | 0                   | 0                   | 0            |  |
|                          | Extrême droite                    | EXD                      |                       |                       |                       | 3                   | 0,00                | 0                   |                     |                     |                     | 0                   | 0            |  |
|                          | Divers                            | AUT                      | 59                    | 0,35                  | 0                     | 60                  | 0,08                | 0                   |                     |                     |                     | 0                   | 0            |  |
|                          | Extrême gauche                    | EXG                      |                       |                       |                       | 24                  | 0,03                | 0                   |                     |                     |                     | 0                   | 0            |  |
|                          | Écologiste                        | ECO                      |                       |                       |                       | 1                   | 0,00                | 0                   |                     |                     |                     | 0                   | 0            |  |
|                          |                                   |                          |                       |                       |                       |                     |                     |                     |                     |                     |                     |                     |              |  |
| Suffrages exprimés       | Suffrages exprimés                | Suffrages exprimés       | 16 844                | 98,64                 |                       | 33 002              | 98,65               |                     | 22 444              | 97,53               |                     |                     |              |  |
| Votes blancs ou nuls     | Votes blancs ou nuls              | Votes blancs ou nuls     | 233                   | 1,36                  | 451                   | 1,35                | 568                 | 2,47                |                     |                     |                     |                     |              |  |
| Total                    | Total                             | Total                    | 17 077                | 100                   | 40                    | 33 453              | 100                 | 34                  | 23 012              | 100                 | 40                  | 74                  | 114          |  |
| Abstention               | Abstention                        | Abstention               | 124                   | 0,72                  |                       | 383                 | 1,13                |                     | 250                 | 1,07                |                     |                     |              |  |
| Inscrits / participation | Inscrits / participation          | Inscrits / participation | 17 201                | 99,28                 | 33 836                | 98,87               | 23 262              | 98,93               |                     |                     |                     |                     |              |  |

### Résultats par groupes
| Groupes                                                          | Groupes        | Total des sièges | Total des sièges | Total des sièges | Total des sièges | Groupe                                    | Groupe                       | Groupe                                              |
| Groupes                                                          | Groupes        | 2004             | 2008             | 2008             | +/-              | Présidents de groupe après renouvellement | Présidents actuels de groupe | Composition                                         |
| Groupes                                                          | Groupes        | 2004             | Avant            | Après            | +/-              | Présidents de groupe après renouvellement | Présidents actuels de groupe | Composition                                         |
| ---------------------------------------------------------------- | -------------- | ---------------- | ---------------- | ---------------- | ---------------- | ----------------------------------------- | ---------------------------- | --------------------------------------------------- |
|                                                                  | Groupe UMP     | 155              | 159              | 151              | 8                | Henri de Raincourt                        | Gérard Longuet               | UMP : 137 Apparentés : 4 Rattachés : 10             |
|                                                                  | Groupe SOC     | 97               | 95               | 116              | 21               | Jean-Pierre Bel                           | Jean-Pierre Bel              | Socialistes : 103 Apparentés : 8 Rattachés : 5      |
|                                                                  | Groupe UC      | 33               | 30               | 29               | 1                | Michel Mercier                            | Nicolas About                | MoDem : 12, NC : 8 Divers : 9                       |
|                                                                  | Groupe CRC     | 23               | 23               | 23               | en stagnation    | Nicole Borvo Cohen-Seat                   | Nicole Borvo Cohen-Seat      | Communistes : 22 Rattaché : 1                       |
|                                                                  | Groupe du RDSE | 16               | 17               | 17               | en stagnation    | Yvon Collin                               | Yvon Collin                  | PRG : 10 Divers gauche : 4 PRV : 1, UMP : 1, GM : 1 |
|                                                                  | RASNAG         | 7                | 6                | 7                | 1                | Délégué : Philippe Adnot                  | Délégué : Philippe Adnot     | Divers droite : 5 MPF : 2                           |
| Total                                                            | Total          | 331              | 330              | 343              | 13               | 6 groupes                                 |                              |                                                     |
| Sources : Site officiel du Sénat français ; Résultats & archives |                |                  |                  |                  |                  |                                           |                              |                                                     |

### Résultats par département
| Département          | Département                     | Sénateur sortant               | Groupe             | Groupe                  | Candidat élu ou réélu      | Groupe | Groupe |
| -------------------- | ------------------------------- | ------------------------------ | ------------------ | ----------------------- | -------------------------- | ------ | ------ |
| 01                   | Ain                             | Jean-Paul Émin                 |                    | UMP                     | Sylvie Goy-Chavent         |        | UMP    |
| 01                   | Ain                             | Jean Pépin                     |                    | UMP                     | Rachel Mazuir              |        | SOC    |
| 01                   | Ain                             | nouveau siège créé             | nouveau siège créé | nouveau siège créé      | Jacques Berthou            |        | SOC    |
| 02                   | Aisne                           | Pierre André                   |                    | UMP                     | Pierre André               |        | UMP    |
| 02                   | Aisne                           | Paul Girod                     |                    | UMP                     | Antoine Lefèvre            |        | UMP    |
| 02                   | Aisne                           | siège vacant                   | siège vacant       | siège vacant            | Yves Daudigny              |        | SOC    |
| 03                   | Allier                          | Gérard Dériot                  |                    | UMP                     | Gérard Dériot              |        | UMP    |
| 03                   | Allier                          | Bernard Barraux                |                    | UMP                     | Mireille Schurch           |        | CRC    |
| 04                   | Alpes-de-Haute-Provence         | Claude Domeizel                |                    | SOC                     | Claude Domeizel            |        | SOC    |
| 05                   | Hautes-Alpes                    | Pierre Bernard-Reymond         |                    | UMP                     | Pierre Bernard-Reymond     |        | RASNAG |
| 06                   | Alpes-Maritimes                 | José Balarello                 |                    | UMP                     | Jean-Pierre Leleux         |        | UMP    |
| 06                   | Alpes-Maritimes                 | Charles Ginésy                 |                    | UMP                     | Colette Giudicelli         |        | UMP    |
| 06                   | Alpes-Maritimes                 | Pierre Laffitte                |                    | RDSE                    | Louis Nègre                |        | UMP    |
| 06                   | Alpes-Maritimes                 | Jacques Peyrat                 |                    | UMP                     | René Vestri                |        | UMP    |
| 06                   | Alpes-Maritimes                 | nouveau siège créé             | nouveau siège créé | nouveau siège créé      | Marc Daunis                |        | SOC    |
| 07                   | Ardèche                         | Michel Teston                  |                    | SOC                     | Michel Teston              |        | SOC    |
| 07                   | Ardèche                         | Henri Torre                    |                    | UMP                     | Yves Chastan               |        | SOC    |
| 08                   | Ardennes                        | Benoît Huré                    |                    | UMP                     | Benoît Huré                |        | UMP    |
| 08                   | Ardennes                        | Marc Laménie                   |                    | UMP                     | Marc Laménie               |        | UMP    |
| 09                   | Ariège                          | Jean-Pierre Bel                |                    | SOC                     | Jean-Pierre Bel            |        | SOC    |
| 10                   | Aube                            | Philippe Adnot                 |                    | RASNAG                  | Philippe Adnot             |        | RASNAG |
| 10                   | Aube                            | Yann Gaillard                  |                    | UMP                     | Yann Gaillard              |        | UMP    |
| 11                   | Aude                            | Roland Courteau                |                    | SOC                     | Roland Courteau            |        | SOC    |
| 11                   | Aude                            | Marcel Rainaud                 |                    | SOC                     | Marcel Rainaud             |        | SOC    |
| 12                   | Aveyron                         | Jean Puech                     |                    | UMP                     | Alain Fauconnier           |        | SOC    |
| 12                   | Aveyron                         | Bernard Seillier               |                    | RDSE                    | Anne-Marie Escoffier       |        | RDSE   |
| 13                   | Bouches-du-Rhône                | Jean-Claude Gaudin             |                    | UMP                     | Jean-Claude Gaudin         |        | UMP    |
| 13                   | Bouches-du-Rhône                | Francis Giraud                 |                    | UMP                     | Bruno Gilles               |        | UMP    |
| 13                   | Bouches-du-Rhône                | André Vallet                   |                    | UC                      | Sophie Joissains           |        | UC     |
| 13                   | Bouches-du-Rhône                | Robert Bret                    |                    | CRC                     | Isabelle Pasquet           |        | CRC    |
| 13                   | Bouches-du-Rhône                | Jean-Noël Guérini              |                    | SOC                     | Jean-Noël Guérini          |        | SOC    |
| 13                   | Bouches-du-Rhône                | Jean-François Picheral         |                    | SOC                     | Roland Povinelli           |        | SOC    |
| 13                   | Bouches-du-Rhône                | Jacques Siffre                 |                    | SOC                     | Samia Ghali                |        | SOC    |
| 13                   | Bouches-du-Rhône                | nouveau siège créé             | nouveau siège créé | nouveau siège créé      | Serge Andreoni             |        | SOC    |
| 14                   | Calvados                        | Ambroise Dupont                |                    | UMP                     | Ambroise Dupont            |        | UMP    |
| 14                   | Calvados                        | René Garrec                    |                    | UMP                     | René Garrec                |        | UMP    |
| 14                   | Calvados                        | Jean-Léonce Dupont             |                    | UC                      | Jean-Léonce Dupont         |        | UC     |
| 15                   | Cantal                          | Pierre Jarlier                 |                    | UMP                     | Pierre Jarlier             |        | UMP    |
| 15                   | Cantal                          | Roger Besse                    |                    | UMP                     | Jacques Mézard             |        | RDSE   |
| 16                   | Charente                        | Philippe Arnaud                |                    | UC                      | Michel Boutant             |        | SOC    |
| 16                   | Charente                        | Henri de Richemont             |                    | UMP                     | Nicole Bonnefoy            |        | SOC    |
| 17                   | Charente-Maritime               | Claude Belot                   |                    | UMP                     | Claude Belot               |        | UMP    |
| 17                   | Charente-Maritime               | Jean-Guy Branger               |                    | UMP                     | Daniel Laurent             |        | UMP    |
| 17                   | Charente-Maritime               | Michel Doublet                 |                    | UMP                     | Michel Doublet             |        | UMP    |
| 18                   | Cher                            | Rémy Pointereau                |                    | UMP                     | Rémy Pointereau            |        | UMP    |
| 18                   | Cher                            | François Pillet                |                    | UMP                     | François Pillet            |        | UMP    |
| 19                   | Corrèze                         | Georges Mouly                  |                    | RDSE                    | Patricia Bordas            |        | SOC    |
| 19                   | Corrèze                         | Bernard Murat                  |                    | UMP                     | Bernadette Bourzai         |        | SOC    |
| 2B                   | Haute-Corse                     | François Vendasi               |                    | RDSE                    | François Vendasi           |        | RDSE   |
| 2A                   | Corse-du-Sud                    | Nicolas Alfonsi                |                    | RDSE                    | Nicolas Alfonsi            |        | RDSE   |
| 21                   | Côte-d'Or                       | Louis de Froissard de Broissia |                    | UMP                     | François Patriat           |        | SOC    |
| 21                   | Côte-d'Or                       | Louis Grillot                  |                    | UMP                     | François Rebsamen          |        | SOC    |
| 21                   | Côte-d'Or                       | Henri Revol                    |                    | UMP                     | Alain Houpert              |        | UMP    |
| 22                   | Côtes-d'Armor                   | Charles Josselin               |                    | SOC                     | Yannick Botrel             |        | SOC    |
| 22                   | Côtes-d'Armor                   | Claude Saunier                 |                    | SOC                     | Jacqueline Chevé           |        | SOC    |
| 22                   | Côtes-d'Armor                   | Gérard Le Cam                  |                    | CRC                     | Gérard Le Cam              |        | CRC    |
| 23                   | Creuse                          | André Lejeune                  |                    | SOC                     | André Lejeune              |        | SOC    |
| 23                   | Creuse                          | Michel Moreigne                |                    | SOC                     | Jean-Jacques Lozach        |        | SOC    |
| 24                   | Dordogne                        | Bernard Cazeau                 |                    | SOC                     | Bernard Cazeau             |        | SOC    |
| 24                   | Dordogne                        | Dominique Mortemousque         |                    | UMP                     | Claude Bérit-Débat         |        | SOC    |
| 25                   | Doubs                           | Georges Gruillot               |                    | UMP                     | Claude Jeannerot           |        | SOC    |
| 25                   | Doubs                           | Louis Souvet                   |                    | UMP                     | Martial Bourquin           |        | SOC    |
| 25                   | Doubs                           | Jean-François Humbert          |                    | UMP                     | Jean-François Humbert      |        | UMP    |
| 26                   | Drôme                           | Jean Besson                    |                    | SOC                     | Jean Besson                |        | SOC    |
| 26                   | Drôme                           | Bernard Piras                  |                    | SOC                     | Bernard Piras              |        | SOC    |
| 26                   | Drôme                           | nouveau siège créé             | nouveau siège créé | nouveau siège créé      | Didier Guillaume           |        | SOC    |
| 27                   | Eure                            | Joël Bourdin                   |                    | UMP                     | Joël Bourdin               |        | UMP    |
| 27                   | Eure                            | Ladislas Poniatowski           |                    | UMP                     | Ladislas Poniatowski       |        | UMP    |
| 27                   | Eure                            | Jean-Luc Miraux                |                    | UMP                     | Hervé Maurey               |        | UC     |
| 28                   | Eure-et-Loir                    | Joël Billard                   |                    | UMP                     | Joël Billard               |        | UMP    |
| 28                   | Eure-et-Loir                    | Gérard Cornu                   |                    | UMP                     | Gérard Cornu               |        | UMP    |
| 28                   | Eure-et-Loir                    | nouveau siège créé             | nouveau siège créé | nouveau siège créé      | Albéric de Montgolfier     |        | UMP    |
| 29                   | Finistère                       | François Marc                  |                    | SOC                     | François Marc              |        | SOC    |
| 29                   | Finistère                       | Yolande Boyer                  |                    | SOC                     | Maryvonne Blondin          |        | SOC    |
| 29                   | Finistère                       | Louis Le Pensec                |                    | SOC                     | Jean-Luc Fichet            |        | SOC    |
| 29                   | Finistère                       | Alain Gérard                   |                    | UMP                     | Philippe Paul              |        | UMP    |
| 30                   | Gard                            | Simon Sutour                   |                    | SOC                     | Simon Sutour               |        | SOC    |
| 30                   | Gard                            | Alain Journet                  |                    | SOC                     | Françoise Laurent-Perrigot |        | SOC    |
| 30                   | Gard                            | André Rouvière                 |                    | SOC                     | Jean-Paul Fournier         |        | UMP    |
| 31                   | Haute-Garonne                   | Bertrand Auban                 |                    | SOC                     | Bertrand Auban             |        | SOC    |
| 31                   | Haute-Garonne                   | Maryse Bergé-Lavigne           |                    | SOC                     | Françoise Laborde          |        | RDSE   |
| 31                   | Haute-Garonne                   | Gérard Roujas                  |                    | SOC                     | Jean-Jacques Mirassou      |        | SOC    |
| 31                   | Haute-Garonne                   | Jean-Pierre Plancade           |                    | SOC                     | Jean-Pierre Plancade       |        | RDSE   |
| 31                   | Haute-Garonne                   | nouveau siège créé             | nouveau siège créé | nouveau siège créé      | Alain Chatillon            |        | UMP    |
| 32                   | Gers                            | Aymeri de Montesquiou          |                    | RDSE                    | Aymeri de Montesquiou      |        | RDSE   |
| 32                   | Gers                            | Yves Rispat                    |                    | UMP                     | Raymond Vall               |        | RDSE   |
| 33                   | Gironde                         | Gérard César                   |                    | UMP                     | Gérard César               |        | UMP    |
| 33                   | Gironde                         | Xavier Pintat                  |                    | UMP                     | Xavier Pintat              |        | UMP    |
| 33                   | Gironde                         | Jacques Valade                 |                    | UMP                     | Marie-Hélène des Esgaulx   |        | UMP    |
| 33                   | Gironde                         | Philippe Madrelle              |                    | SOC                     | Philippe Madrelle          |        | SOC    |
| 33                   | Gironde                         | Bernard Dussaut                |                    | SOC                     | Françoise Cartron          |        | SOC    |
| 33                   | Gironde                         | nouveau siège créé             | nouveau siège créé | nouveau siège créé      | Alain Anziani              |        | SOC    |
| 34                   | Hérault                         | Robert Tropéano                |                    | SOC                     | Robert Tropéano            |        | RDSE   |
| 34                   | Hérault                         | Gérard Delfau                  |                    | RDSE                    | Robert Navarro             |        | SOC    |
| 34                   | Hérault                         | Raymond Couderc                |                    | UMP                     | Raymond Couderc            |        | UMP    |
| 34                   | Hérault                         | nouveau siège créé             | nouveau siège créé | nouveau siège créé      | Marie-Thérèse Bruguière    |        | UMP    |
| 35                   | Ille-et-Vilaine                 | Yannick Texier                 |                    | UMP                     | Edmond Hervé               |        | SOC    |
| 35                   | Ille-et-Vilaine                 | Yves Fréville                  |                    | UC                      | Virginie Klès              |        | SOC    |
| 35                   | Ille-et-Vilaine                 | Michel Esneu                   |                    | UMP                     | Françoise Gatel            |        | SOC    |
| 35                   | Ille-et-Vilaine                 | Philippe Nogrix                |                    | UC                      | Dominique de Legge         |        | UMP    |
| 36                   | Indre                           | Louis Pinton                   |                    | UMP                     | Louis Pinton               |        | UMP    |
| 36                   | Indre                           | François Gerbaud               |                    | UMP                     | Jean-François Mayet        |        | UMP    |
| 90                   | Territoire de Belfort           | Yves Ackermann                 |                    | SOC                     | Jean-Pierre Chevènement    |        | RDSE   |
| 973                  | Guyane                          | Georges Othily                 |                    | RDSE                    | Jean-Étienne Antoinette    |        | SOC    |
| 973                  | Guyane                          | nouveau siège créé             | nouveau siège créé | nouveau siège créé      | Georges Patient            |        | SOC    |
| 986                  | Wallis-et-Futuna                | Robert Laufoaulu               |                    | UMP                     | Robert Laufoaulu           |        | UMP    |
| 987                  | Polynésie française             | Gaston Flosse                  |                    | UMP                     | Gaston Flosse              |        | RASNAG |
| 987                  | Polynésie française             | nouveau siège créé             | nouveau siège créé | nouveau siège créé      | Richard Tuheiava           |        | SOC    |
|                      | Français établis hors de France | Pierre Biarnès                 |                    | CRC                     | Claudine Lepage            |        | SOC    |
| Robert del Picchia   | Français établis hors de France |                                | UMP                | Robert del Picchia      |                            | UMP    |        |
| André Ferrand        | Français établis hors de France |                                | UMP                | André Ferrand           |                            | UMP    |        |
| Paulette Brisepierre | Français établis hors de France |                                | UMP                | Christophe-André Frassa |                            | UMP    |        |

Nom en gras : sénateur réélu
| Étiquette               | Réélus | Élus | Total |
| ----------------------- | ------ | ---- | ----- |
| Socialiste              | 14     | 30   | 44    |
| UMP                     | 25     | 16   | 41    |
| Divers gauche           | 2      | 7    | 9     |
| Divers droite           | 4      | 4    | 8     |
| Radical de gauche       | 2      | 3    | 5     |
| Communiste              | 1      | 2    | 3     |
| Majorité présidentielle | 1      | 2    | 3     |
| Régionaliste            | 0      | 1    | 1     |
| Total                   | 49     | 65   | 114   |

### Résultats notables

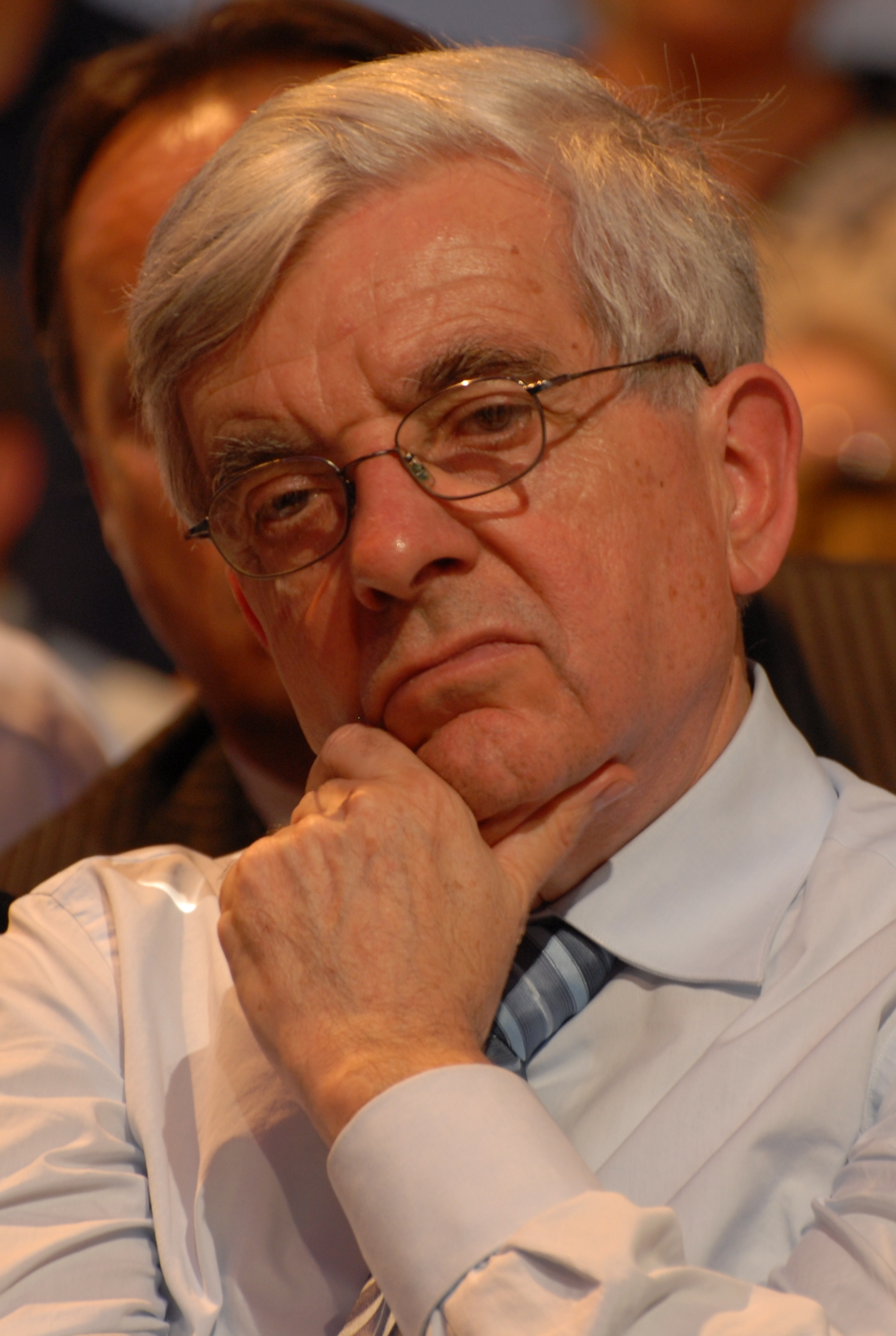
Jean-Pierre Chevènement, élu sénateur du Territoire de Belfort

De nombreux sénateurs sortants ont été réélus, la plupart au premier tour, à l'image des deux radicaux de gauche de Corse, des sortants socialistes de l'Ariège, de la Creuse et de tous les élus de droite du Calvados (au second tour).
Le scrutin marque un succès plus fort qu'attendu pour la gauche qui gagne une vingtaine de sièges. La droite subit des reculs plus importants que prévu en Côte-d'Or et dans le Doubs où elle perd deux sièges, dans le Cantal, en Corrèze, dans l'Aveyron, dans l'Ain (où Charles Millon n'a pas été élu), dans l'Allier, dans l'Ardèche, en Dordogne et en Ille-et-Vilaine où elle perd trois sièges.
Dans les Bouches-du-Rhône, la gauche qui convoitait 4 des 8 sièges en lice (un siège ayant été créé en 2008) en remporte 5, 4 pour le PS et un pour le PCF. Succès inattendu de la gauche en Ille-et-Vilaine où la liste d'Edmond Hervé remporte trois sièges. La gauche garde quatre sièges en Haute-Garonne, mais trois seulement pour la liste PS-PRG et un pour le dissident socialiste Jean-Pierre Plancade, le siège créé en 2008 profitant à l'UMP. La gauche remporte en revanche le 6e siège créé en Gironde. Distancé lors du premier tour en Côte-d'Or, François Rebsamen est élu bien que devancé en voix par l'autre socialiste François Patriat, la droite ne sauvant qu'un siège. Le PS enregistre en revanche de beaux succès en Ille-et-Vilaine (+3), le Doubs (+2), l'Aveyron (+1), la Corrèze (+2), la Dordogne (+1), l'Aisne (+1) les Alpes-Maritimes (+1). Malgré quelques déceptions (un siège perdu dans le Gard au profit de l'UMP, du MRC dans le Territoire de Belfort), le bilan reste globalement positif pour le PS.
Le président du Mouvement républicain et citoyen Jean-Pierre Chevènement a devancé le candidat socialiste Yves Ackermann au premier tour, et a été élu au second tour devant ce dernier (qui s'est maintenu malgré le soutien officiel du PS à son concurrent) et le candidat UMP.
Le PRG se renforce avec 10 sénateurs et la reconduite de ses deux sortants en Corse : Nicolas Alfonsi et François Vendasi, mais fait entrer aussi au Palais du Luxembourg Raymond Vall qui prend un siège à l'UMP dans le Gers, comme Jacques Mézard dans le Cantal, Françoise Laborde élue sur une liste PS-PRG et Anne-Marie Escoffier dans  l'Aveyron. En revanche le sortant Gérard Delfau n'a pas retrouvé son siège dans l'Hérault. À noter que le président du groupe RDSE Pierre Laffitte n'a pas été réélu, les radicaux valoisiens perdant plusieurs sièges.
Le groupe communiste maintient son effectif avec la réélection facile de Gérard Le Cam dans les Côtes-d'Armor et la succession sans surprise de Robert Bret par Isabelle Pasquet, sur une liste PS-PCF. La victoire de Mireille Schurch dans l'Allier qui prive l'UMP d'un de ses deux sièges dans le département, ce qui comble le départ de l'apparenté Pierre Biarnès (Français de l'étranger) qui ne se représentait pas. Par ailleurs, les élections de Mireille Schurch et d'Isabelle Pasquet signifient que le groupe communiste devient le premier groupe à compter plus de sénatrices que de sénateurs: 11 sénateurs pour 12 sénatrices.
Malgré la progression en voix de la gauche, la droite conserve la totalité des sièges à renouveler en Charente-Maritime avec deux candidats réélus (Claude Belot et Michel Doublet) et un nouvel élu (Daniel Laurent), de même que dans l'Eure (réélection des UMP Joël Bourdin et Ladislas Poniatowski, élection du Nouveau Centre Hervé Maurey), les Ardennes, le Calvados, le Cher. Succès sans surprise de l'UMP à Wallis-et-Futuna et dans les nouvelles circonscriptions de Saint-Martin et Saint-Barthelémy. La création d'un siège supplémentaire à la proportionnelle dans la Haute-Garonne a profité à l'UMP Alain Chatillon malgré la défaite de la droite à Toulouse et Muret aux municipales de mars. De même, l'UMP ravit un des trois sièges détenus par le PS dans le Gard et gagne le siège créé dans l'Hérault, où la gauche était divisée. En revanche, le porte-parole de l'UMP Dominique Paillé a été battu dans la course aux 4 sièges des Français de l'étranger, pour lesquels l'équilibre est maintenu (3 élus de droite, un élu de gauche). L'ancien maire de Bordeaux Hugues Martin n'est pas élu, la liste UMP ne remportant que deux sièges, et le sortant UMP dissident sauvant son siège, alors que la gauche remporte trois sièges.
La parité progresse, les femmes détenant environ 22 % des sièges contre 18 % avant le renouvellement partiel. Sur les 18 femmes élues en 2008, toutes pour la première fois, 13 sont de gauche contre 5 de droite. Les trois sortantes ne se représentaient pas. À noter l'élection de la députée UMP Marie-Hélène des Esgaulx au Sénat risque mécaniquement de faire reculer celle à l'Assemblée Nationale. Enfin, la "diversité" des élus métropolitains est confortée par la socialiste Samia Ghali qui rejoint Bariza Khiari (PS) et Alima Boumediene-Thiery (Verts, groupe PS).
La sénatrice des Français établis hors de France Paulette Brisepierre, 91 ans, ne se représentant pas, c'est Serge Dassault, 83 ans, qui est devenu le doyen du Sénat.

## Après le scrutin

### Sénateurs élus

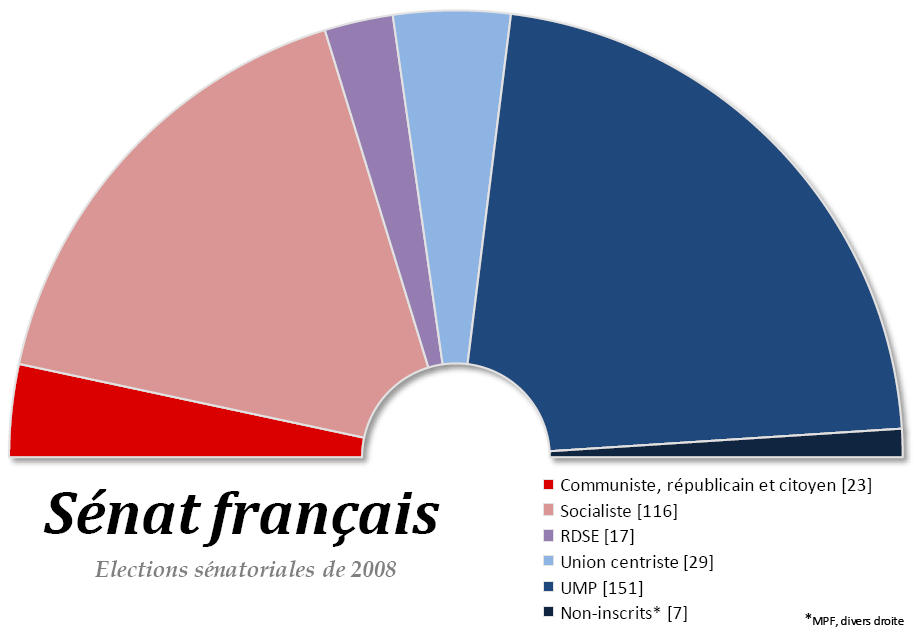
Composition de l'hémicycle à l'issue du renouvellement de 2008.

32 sénateurs ont été élus au 1er tour (22 réélus et 10 nouveaux).
La composition du Sénat après le renouvellement de 2008 est la suivante :
- Groupe UMP, présidé par Henri de Raincourt puis par Gérard Longuet : 151 membres (dont 4 apparentés et 10 rattachés)
- Groupe SOC, présidé par Jean-Pierre Bel : 116 membres (dont 8 apparentés et 5 rattachés)
- Groupe UC, présidé par Michel Mercier puis par Nicolas About : 29 membres
- Groupe CRC, présidé par Nicole Borvo Cohen-Seat : 23 membres (dont 22 PCF et 1 MRC rattaché)
- Groupe du RDSE, présidé par Yvon Collin : 17 membres (dont 1  GM rattaché)
- RASNAG, dont le délégué est Philippe Adnot : 7 sénateurs (dont 2 MPF)

#### Élection à la présidence du Sénat
Dans une primaire interne organisée le 24 septembre 2008, Gérard Larcher a été désigné candidat du groupe UMP par 78 voix contre 56 à Jean-Pierre Raffarin et 17 à Philippe Marini. Alain Lambert (UMP) qui avait émis la volonté de se présenter sans l'investiture de son parti, s'est finalement retiré le matin du scrutin. Michel Mercier (UC) et Nicole Borvo Cohen-Seat (CRC) ont également renoncé à se présenter, à quelques minutes du vote. Il a donc affronté uniquement le candidat socialiste Jean-Pierre Bel.
| Gérard Larcher           | Yvelines                 |                          | UMP                      | 78  |  |  |
| Jean-Pierre Raffarin     | Vienne                   |                          | UMP                      | 56  |  |  |
| Philippe Marini          | Oise                     |                          | UMP                      | 17  |  |  |
|                          |                          |                          |                          |     |  |  |
| Inscrits                 | Inscrits                 | Inscrits                 | Inscrits                 | 152 |  |  |
| Votants                  | Votants                  | Votants                  | Votants                  | 152 |  |  |
| Bulletins blancs ou nuls | Bulletins blancs ou nuls | Bulletins blancs ou nuls | Bulletins blancs ou nuls | 1   |  |  |
| Suffrages exprimés       | Suffrages exprimés       | Suffrages exprimés       | Suffrages exprimés       | 151 |  |  |

Le bureau d'âge constitué pour la première séance du 1er octobre 2008 est présidé par le doyen de la haute assemblée, Serge Dassault dont le propre père avait été le doyen de l'Assemblée nationale plusieurs années plus tôt. Les résultats sont communiqués dans l'après-midi  :
| Candidat                 | Département              | Groupe                   | Groupe                   | Premier tour | Premier tour | Situation |
| Candidat                 | Département              | Groupe                   | Groupe                   | Voix         | %            | Situation |
| ------------------------ | ------------------------ | ------------------------ | ------------------------ | ------------ | ------------ | --------- |
| Gérard Larcher           | Yvelines                 |                          | UMP                      | 173          | 52,74        | Élu       |
| Jean-Pierre Bel          | Ariège                   |                          | SOC                      | 134          | 40,85        |           |
| René Garrec *            | Calvados                 |                          | UMP                      | 19           | 5,79         |           |
| Jean-Pierre Raffarin *   | Vienne                   |                          | UMP                      | 2            | 0,6          |           |
|                          |                          |                          |                          |              |              |           |
| Inscrits                 | Inscrits                 | Inscrits                 | Inscrits                 | 348          | 100,00       |           |
| Votants                  | Votants                  | Votants                  | Votants                  | 339          | 97,41        |           |
| Bulletins blancs et nuls | Bulletins blancs et nuls | Bulletins blancs et nuls | Bulletins blancs et nuls | 11           | 3,16         |           |
| Suffrages exprimés       | Suffrages exprimés       | Suffrages exprimés       | Suffrages exprimés       | 328          | 94,25        |           |
| * Non candidat           |                          |                          |                          |              |              |           |

Gérard Larcher devient alors le cinquième président du Sénat sous la Ve République.

### Composition du bureau
- Président[16] : Gérard Larcher (UMP)

- Vice-présidents[17] (par nombre de suffrages obtenus) :
  - Catherine Tasca (SOC)
  - Monique Papon (UMP)
  - Roland du Luart (UMP)
  - Jean-Claude Gaudin (UMP)
  - Roger Romani (UMP)
  - Bernard Frimat (SOC)

- - Par suite d'une modification du règlement du Sénat, deux nouveaux vice-présidents ont été élus :
  - Jean-Léonce Dupont (UC)
  - Guy Fischer (CRC-SPG)

- Questeurs[17] (par nombre de suffrages obtenus) :
  - Philippe Richert (UMP)
  - Jean-Marc Pastor (SOC)
  - René Garrec (UMP)

- Secrétaires du Sénat[18] :
  - Pour le groupe SOC : Monique Cerisier-ben Guiga, Christiane Demontès, Jean-Pierre Godefroy, Jean-Noël Guérini, Marc Massion et Daniel Raoul
  - Pour le groupe UMP : Alain Dufaut, Philippe Nachbar, Bernard Saugey et Jean-Paul Virapoullé
  - Pour le groupe UC : Anne-Marie Payet
  - Pour le groupe CRC-SPG : Michelle Demessine
  - Pour le groupe du RDSE : François Fortassin
  - Pour la RASNAG : Sylvie Desmarescaux